# Helen Chadwick
Pour les articles homonymes, voir Chadwick.
Helen Chadwick est une artiste conceptuelle britannique née à Londres le 18 mai 1953 et morte le 15 mars 1996 .

## Biographie
En 1987, Helen Chadwick a été finaliste du Prix Turner pour son œuvre « Of Mutability » et fut la première femme à être nommée pour ce prix. Elle a participé à la Biennale de Venise en 1995 et a eu la même année une exposition au MoMa intitulée « Helen Chadwick: Bad Blooms ».

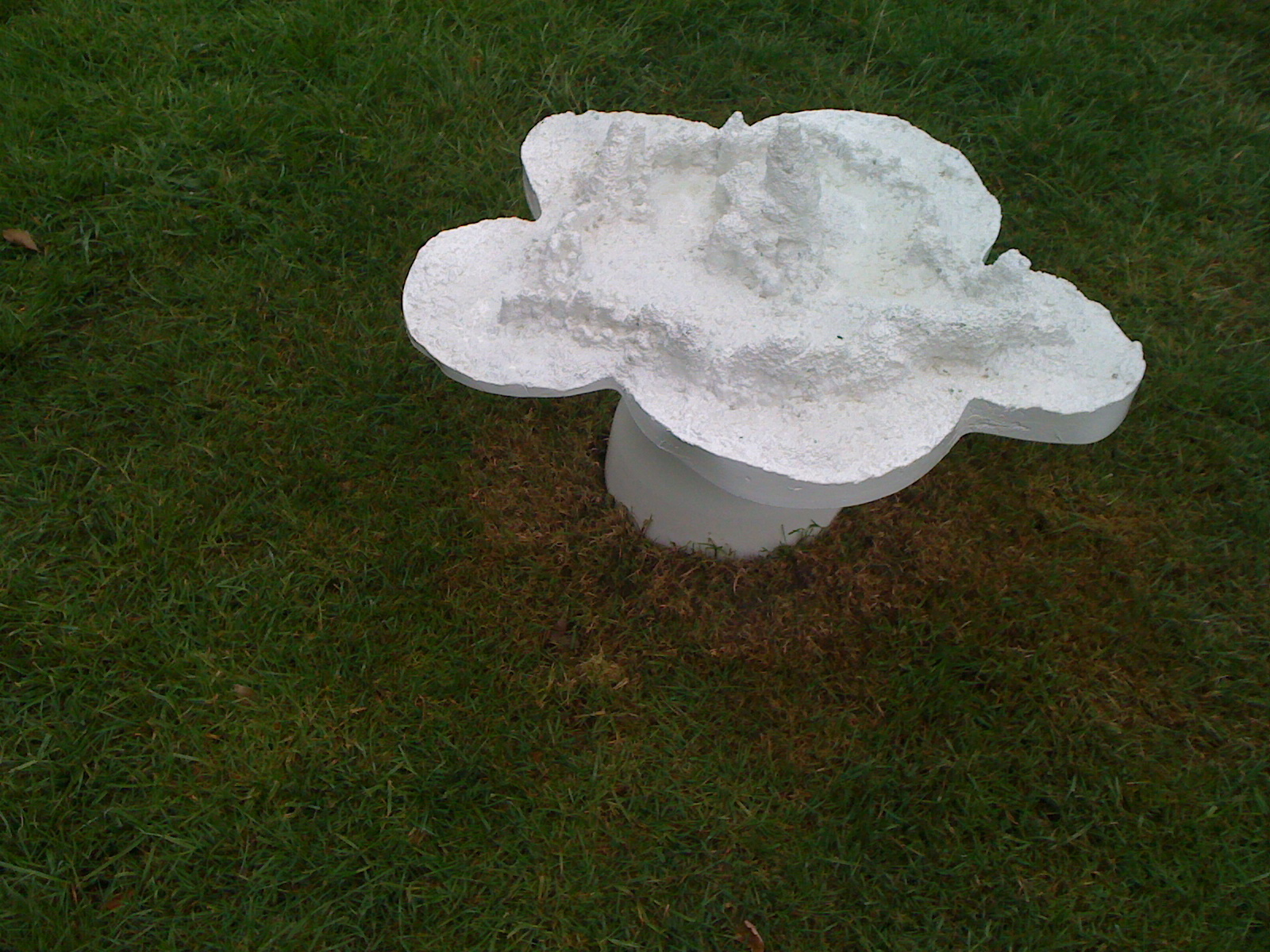
Piss Flowers (1991).

## Publications
- (en) Helen Chadwick, Mary Horlock, Eva Martischnig et Mark Sladen (éditeur) (préf. Marina Warner), Helen Chadwick, London Ostfildern-Ruit, Barbican Art Gallery Hatje Cantz Publishers, 2004 (ISBN 3-7757-1393-X et 978-3-7757-1393-1, OCLC 55649865)
- (en) Helen Chadwick, Helen Chadwick of mutability, London, Cv Publications, coll. « Cv/visual arts research series » (no 50), 2011, 29 p. (ISBN 978-1-904727-45-3 et 1-904727-45-X, OCLC 815358196)
- (en) Helen Chadwick et Marina Warner, Enfleshings, New York, N.Y, Aperture, coll. « New images book », 1989, 109 p. (ISBN 0-89381-394-X et 978-0-8938-1394-9, OCLC 20778331)